# Epsilon Cygni
Epsilon Cygni (Aljanah, ε Cyg) – gwiazda w gwiazdozbiorze Łabędzia, odległa o około 73 lata świetlne od Słońca.

## Nazwa
Gwiazda ta ma nazwę własną Aljanah, która wywodzi się od arabskiego ‏الجناح‎ al janāħ, oznaczającego „skrzydło” (Łabędzia). Dawniej stosowano formę Gienah, która jednak odnosiła się też do gwiazdy Gamma Corvi. Międzynarodowa Unia Astronomiczna w 2017 roku formalnie zatwierdziła użycie nazwy Aljanah dla określenia tej gwiazdy.

## Charakterystyka
Epsilon Cygni to pomarańczowy olbrzym należący do typu widmowego K0. Ma on temperaturę 4725 K i jasność 61 razy większą niż jasność Słońca. Masa tej gwiazdy to około 2 M☉, a promień jest 12 razy większy niż promień Słońca. Aljanah ma obecnie około 1,5 miliarda lat i prawdopodobnie w jego jądrze trwa synteza helu w węgiel; kilkadziesiąt milionów lat temu była to jeszcze biała gwiazda ciągu głównego, należąca do typu widmowego A.
Gwiazda ta była uznana za spektroskopowo podwójną z okresem zmian 20 dni, jednak obserwacja ta została podana w wątpliwość. Pomiary prędkości radialnej wskazują na systematyczny dryf, którego przyczyną może być bliski towarzysz o okresie obiegu co najmniej 15 lat, prawdopodobnie zbyt masywny by była to planeta pozasłoneczna.
Epsilon Cygni ma duży ruch własny, jednak w przestrzeni towarzyszy jej słaba gwiazda o wielkości obserwowanej 13,4m, oddalona o 78,7 sekundy kątowej (pomiar z 2007 r.). Jest to czerwony karzeł odległy o co najmniej 1700 au od Aljanah, okres obiegu gwiazd wokół środka masy układu to minimum 50 tysięcy lat. Nieco bliżej (74,8″ w 2007 roku) widoczna jest gwiazda o wielkości 11,6m, lecz jej odmienny ruch własny dowodzi, że nie jest związana z Epsilon Cygni.